# ラストエンペラー
『ラストエンペラー』（英: The Last Emperor、中: 末代皇帝、伊: L'ultimo imperatore）は、1987年公開のイタリア・中華人民共和国・イギリス・フランス・アメリカ合衆国の合作による、清朝最後の皇帝で後に満洲国皇帝となった愛新覚羅溥儀の生涯を描いた叙事詩的映画・歴史映画である。

## 概要
溥儀の自伝『わが半生』を原作に、ベルナルド・ベルトルッチが監督、脚本を兼任した。メインキャストである溥儀の青年時以降の役は、香港生まれの中国系アメリカ人俳優のジョン・ローンが演じた。
西太后による溥儀に対する清朝皇帝指名と崩御を描く1908年からスタートし、所々に第二次世界大戦後に建国された中華人民共和国での「戦犯」収容所での尋問場面を挟みつつ、中華民国の下での皇帝と、日本の協力を得て満洲国の皇帝になり、退位しソビエト連邦に抑留された後、文化大革命のさなかに一市民として死去する1967年までの出来事をメインに溥儀の人生を描く。
歴史的事実には重きをおいておらず、大胆な創作が随所に盛り込まれている。清朝及び満洲国を舞台にした映画であるが、中国系アメリカ人俳優が主なキャストを占めており、主な台詞は英語であるなど、独自の脚色も多い。
故宮で世界初のロケーションを行われたことが公開前から大きな話題を呼んだ。観光名所として一日5万人が訪れる故宮を、中国共産党政府の全面協力により数週間借り切って撮影が行われた。ベルトルッチと撮影監督のヴィットリオ・ストラーロによる色彩感覚豊かな映像美は圧巻の一語に尽きると高い評価を受けた。特に故宮太和殿での即位式の荘厳、華麗なシーンは映画史に残る有名なシーンとなった。
1987年の第2回東京国際映画祭クロージング上映で初公開され、第60回アカデミー賞作品賞並びに第45回ゴールデン・グローブ賞 ドラマ部門作品賞を受賞した。一方で、他にも中華人民共和国で同じテーマの映画やテレビドラマが作られた上、当時は同国政府による外国映画の上映・放映規制が現在より厳しかったこともあり、アカデミー賞作品賞を受賞した作品であるにもかかわらず、映画の舞台となった中華人民共和国での知名度は高くない。
後に219分のオリジナル全長版もVHSやDVD、ブルーレイのソフトで発表された。2011年からは2年をかけて劇場公開版フィルムを全面修復。2013年の第66回カンヌ国際映画祭クラシック部門で「3D版」として上映され、イタリア公開を経てブルーレイ化された。2015年の第18回上海国際映画祭においても、3D版が中国で初公開された。2023年1月6日には日本で「劇場公開版 4Kレストア」が公開され、イギリスで2月13日にドルビービジョンのHDR技術を採用した4K Ultra HDブルーレイが発売された。

## あらすじ

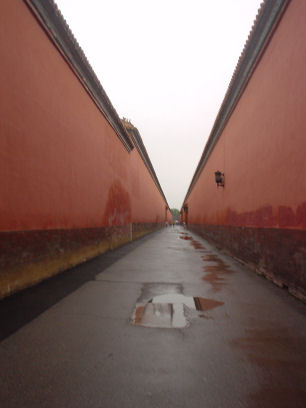
作中、溥儀が自転車で走った場所

1950年、第二次世界大戦の終結による満洲国の崩壊と国共内戦の終結により、共産主義国である中華人民共和国の一都市となったハルビン駅の構内。5年間にわたるソビエト連邦での抑留を解かれ、中華人民共和国に送還された「戦犯」達がごった返すなか、列から外れた1人の男が洗面所で自殺を試みる。その男は、監視人の手により一命を取り留めるものの、薄れ行く意識の中で幼い日々の頃を思い出していた。この男こそ、清朝最後の皇帝にして満洲国の皇帝であり、紀元前以来から続く中国王朝の最後の皇帝たる「ラスト・エンペラー」、すなわち、愛新覚羅溥儀である。
1908年11月14日、北京。清朝第11代皇帝・光緒帝の崩御に伴い、長きに渡って清朝の最高実力者として君臨してきた西太后は溥儀を紫禁城へ呼び出す。事態を察知した溥儀の実母福晋幼蘭は、乳母のアーモに溥儀を託す。物々しい様子の宮中で、溥儀は動じることなく、無邪気に「お家に帰れる？」と繰り返すばかりであった。瀕死の西太后は、溥儀を皇帝に指名して崩御する。即位式の日、家臣たちが三跪九叩頭の礼で新皇帝に拝礼する最中、溥儀はコオロギの鳴き声を追って列中を歩き回る。そして居場所を突き止めると、コオロギを入れ物ごと教育係の陳宝琛から譲り受ける。
再び1950年、一命を取り留めた溥儀は、中華人民共和国の戦犯として撫順の政治犯収容所（撫順戦犯管理所）に送られる。収容所長は溥儀を助けた男だった。そこで待っていたのは「戦犯」としての自己批判の強要や要人の立場を奪われた生活習慣だった。そこで溥儀は強い口調で詰め寄る尋問官や厳しくも善良な所長を相手に、孤独で不遇だった私生活を「すべては、（空虚な）儀式でしかなかった」と振り返り、過去を回想していく。
収容所では、実弟の溥傑と再会する。紫禁城を出ることが認められず、宦官ら大人にかしずかれて育った溥儀にとって、溥傑は初めて出会った同世代の子供であり、大切な存在となった。しかしながら、乳母のアーモからは依然として乳離れできず、溥傑の目を盗んでアーモの乳房に顔をうずめる。その様子を、先帝の妃（太妃）たちが見ていた。ある日、溥傑が皇帝しか許されないはずの黄色い衣服を着ていたことから、兄弟喧嘩となる。溥傑は「兄上は皇帝じゃない」と言い、すでに辮髪もしない洋服の新しい「皇帝」がいると話す。溥儀は皇帝である証明に、宦官に命令して墨汁を飲ませるが、溥傑は自動車に乗った大総統袁世凱が、新たな皇帝として君臨する姿を見せる。ショックを受け、宦官らに問いただすが誰も事実を言おうとせず、ようやく教育係の陳から「紫禁城の外では皇帝ではないが、紫禁城の中では皇帝である」と説明を受ける。そしてアーモは太妃たちによって紫禁城を追放され、溥儀は強引に駕籠に乗せられた彼女を必死で追うが、見失ってしまう。アーモは乳母以上に、初恋の女性だった。
再び1950年代、収容所所長は溥儀の過去を知るため、家庭教師だったレジナルド・ジョンストンが記した『紫禁城の黄昏』を開く。学生のデモ（五四運動）で物々しい北京市街を経て、ジョンストンは紫禁城へ赴く。城内は城外と打って変わって旧態依然としており、伝統や慣習がそのまま息づいていた。10代になった溥儀は知的好奇心旺盛で、盛んに城外へ出たがっていた。ジョンストンは家庭教師として、勉強だけでなく城外の知識や常識を溥儀に与え、溥儀にとって信頼できる師となる。1921年、溥儀の実母が逝去し（アヘンを飲み込んでの自殺）、溥儀は母や弟に会おうと自転車で城外へ出ようとするが、衛兵に妨げられる。さらに城外へ出ようと屋根に上った際、視力の低下に気づき、西洋人の医師から「眼鏡をかけないと失明する」と診断される。太妃や内務府大臣は反対するが、ジョンストンは眼鏡を認めないなら、紫禁城の腐敗を新聞を通じて世界に伝えると言い返す。
眼鏡を認められた溥儀が最初に見たものは、お妃候補たちの写真であった。しかし溥儀の意向は通らず、太妃たちによって17歳の婉容が皇后に、12歳の文繡が淑妃（第2皇妃、側室）に選ばれる。古式ゆかしい婚礼が行われ、婉容と文繡は友情を結ぶ。溥儀は婉容を古風な女だと思っていたが、実際には溥儀の理想通り、外国語が話せてダンスが踊れる「モダンな妻」であった。溥儀は2人でオックスフォードへ留学したいという夢を語り、婉容も彼を気に入り好きになりそうだと、互いに好印象を抱く。
再び1950年代、溥儀は日本と接近した経緯と理由を激しく詰問される。成長した溥儀は、もはや城外への脱出ではなく改革を志すようになっていた。その始まりは辮髪の断髪と、宦官らの不正（宝物の盗難）を露呈させるための美術品目録作成であった。ある夜、不安を感じた婉容は自ら溥儀の寝所を訪れる。さらに文繡も現れ、3人で仲睦まじく過ごすが、屋外では炎が燃え盛っていた。一部の宦官らが、証拠隠滅のため宝物殿に放火したのであった。溥儀は激怒し、共和国軍の支援も得て1000名以上の宦官を全て追放する。日本への接近が決定的となったのは1924年、北京政変だった。溥儀を対象としたクーデターで、溥儀ら一族は1時間以内の退去を命じられる。ついに溥儀は紫禁城を離れることとなった。ジョンストンはイギリス大使館へ連絡して庇護を求めるが、国際問題になることを恐れ受け入れず、結局溥儀に手を差し伸べたのは、同世代の天皇もおり親近感もあった大日本帝国のみだった。
日本の庇護下、天津での生活は、軍閥との交渉はあったものの、総じて楽しいものだった。溥儀と婉容は「ヘンリーとエリザベス」となり、社交界でも注目の的だった。一方、文繡は紫禁城の外では（社会的に）妻として認められず、孤独な思いから離婚を望んでいた。ダンスパーティーの最中、蔣介石の上海制圧のニュースが伝えられ、居合わせた欧米人らが拍手喝采する中、輪から外れた溥儀らに甘粕正彦が「日本公使館へお越し下さい」と誘いかける。文繡は車中で離婚の意思を告白し、混乱の中ついに出奔する。文繍と入れ替わりに、友を失った婉容の護衛のため「東洋の宝石」（eastern jewel）こと川島芳子が現れる。彼女は溥儀の遠縁であり、あらゆる情報に通じていた。彼女は清朝の陵墓（清東陵）が国民党により盗掘され、西太后の遺体が切り刻まれたというニュースをもたらし、溥儀を激しく憤慨させる。そして芳子は、婉容にアヘンを勧める。
再び1950年代、溥儀が自発的に満洲国皇帝になろうとしたか否か、激しい尋問が行われる。溥儀自身は告白には「日本に誘拐された」と記したが、ジョンストンは『紫禁城の黄昏』に溥儀が望んだと記していた。そして、かつて使用人であった大李も天津出立前日に荷造りをしたと告白していた。当時、溥儀は満洲国の支配者の家系に生まれた自分抜きで満洲国の成立はあり得ないと考えていた。清朝復活に魅かれる溥儀に対し、婉容や陳宝琛は慎重な姿勢を示す。所長は事実を思い出せ、と『紫禁城の黄昏』を溥儀の目の前に置く。

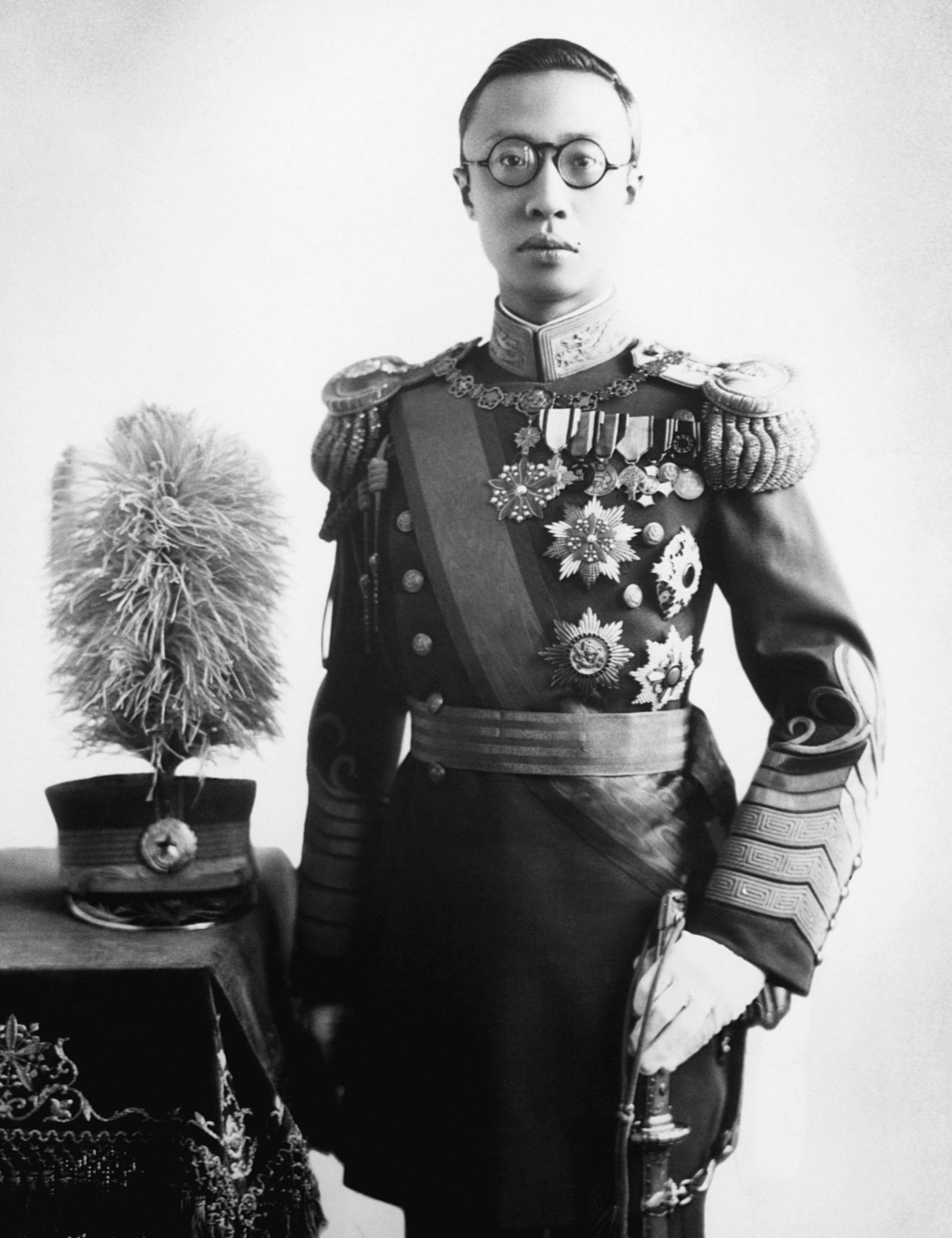
満洲国皇帝時代の溥儀

1934年に、溥儀はついに満洲国皇帝となる。告天礼が行われた後、即位を祝う舞踏会の最中、婉容は涙を流しながら蘭の花を食べる異常な様子を示す。溥儀は婉容をたしなめるが、彼女は溥儀には日本の傀儡でしかない現状が見えていないと言い、何故もう自分を抱かないのか抗議する。溥傑の横で客人から挨拶を受ける嵯峨浩が身重なのを見やり、自分も彼女のように子供が欲しいと訴えるが、溥儀は婉容を抱かないのはアヘン中毒が理由だと説明し、訪日にも連れて行かないと告げる。宴を中座した婉容は、芳子の導きでアヘンと同性愛関係に溺れていく。
日本で歓迎を受けた溥儀が帰国すると、満洲国内の様子が異様だった。皇帝御用掛となった吉岡安直の命令で禁衛隊は武装解除され、国務総理大臣鄭孝胥（Zhèng Xiàoxū）は息子の暗殺を機に隠棲し（＝辞職に追い込まれ）、代わって軍政部大臣張景恵（Zhāng Jǐnghuì）が関東軍の推薦の元、溥儀から後任の承認を得ようとしていた。御前会議の場で、溥儀は自分のあずかり知れないところで決められていた張の首相就任を認めないばかりか、諸外国からも承認されつつある独立国として日本のみならず各国と対等な関係を築こうと話すが、甘粕、吉岡や関東軍の息のかかった大臣たちは次々に退席する。
出席者が誰もいない晩餐会の席で、婉容は溥儀に懐妊を告げる。相手は満洲人の男で、溥儀のためにもなると話す。そこへ甘粕と吉岡が現れ、張首相任命承認のサインをするよう迫る。溥儀は皇后の懐妊を告げ、満洲国の後継者が誕生すると強気に出るが、甘粕は逆に相手の男の名を溥儀に教える。溥儀は承認のサインをせざるを得なくなり、以後も日本に有利な内容の勅令を承認させられ、傀儡となることを余儀なくされる。やがて婉容は出産するが、生まれた子はすぐ殺害され婉容は静養のため皇宮を離れる。溥儀は彼女を必死で追うが、婉容を乗せた車が出た直後、宮殿の門は溥儀の目の前で閉ざされた。その様子を見ていた甘粕と芳子は指を絡めあうのだった。その晩、相手であった溥儀の運転手は密かに暗殺された。
再び1950年代、戦犯たちに対し中国共産党視点での歴史映画が放映される。大日本帝国は満洲で侵略の足場を固め、上海での無差別爆撃、南京での20万人以上の虐殺、真珠湾奇襲、そして満洲における細菌戦のための人体実験にアヘン生産――満洲国皇帝として日本の傀儡に甘んじる自分の映像が流れたとき、溥儀は思わず立ち上がる。
1945年8月15日、日本の敗戦により、満洲国は滅亡し、溥儀は再び皇帝を退位した。甘粕は拳銃で自決し、溥儀は溥傑の勧めにより日本への亡命を図る。出立直前、皇宮に戻ってきた婉容と再会するが、アヘンの中毒症状で変わり果てた姿の彼女はもはや溥儀と顔を合わせようとはしなかった。そして亡命の途上、侵攻してきたソ連軍に捕えられたのであった。
溥儀は、共産党政府が用意したあらゆる「告白」に一転して署名を行った。その中には溥儀が知るはずのなかったハルビンでの生体実験に関するものもあった。そんな溥儀に所長は自分のしたことにだけ責任を取るように注意し、「今度は卑屈になるのか」と詰るが、溥儀は「私を自殺から助けたのは、あなたたちも私を利用したいからだろう」と言い返した。所長は「利用されるのはそんなにいやなことか」と、溥儀の心情の変化を感じ取っていた。1959年に特赦令第一号により、溥儀は収容所を出所する。
1967年、文化大革命の嵐が吹き荒れようとしていた折、一介の庭師として植物園に職を得ていた溥儀は、紅衛兵のデモの中に罪人として引き回され晒し者にされているかつての収容所所長の姿を見つける。紅衛兵に話しかけ懸命に庇おうとする溥儀であったが、徒労に終わり所長は連れ去られていく。
溥儀はその足で街をさすらい、博物館として一般公開されている紫禁城へ、そしてかつては自分のものだった玉座へと赴く。そこには彼の顔も知らない博物館の守衛の子供がひとりいるだけだった。玉座への立入をとがめる子供に「昔ここに住んでいた」と語る。溥儀は皇帝だった証拠として、幼い頃玉座の隅に隠し持っていたコオロギの壷を手渡す。そして子どもが目を上げたとき、そこにはもう溥儀の姿はなかった。
時代は移り、1987年（公開当時の「現在」）。歴史を直接に知らない国内外から訪れた大勢の観光客たちが紫禁城を訪れ、騒がしさの中、20年前に亡くなった過去の皇帝溥儀の玉座を眺めるのだった。

## キャスト
| 役名                      | 俳優                                           | 日本語吹替 | 日本語吹替 |
| 役名                      | 俳優                                           | テレビ朝日版 |            |
| ------------------------- | ---------------------------------------------- | --- | ---------- |
| 愛新覚羅溥儀              | ジョン・ローン                                 | 松橋登 |            |
| 婉容                      | ジョアン・チェン                               | 佳那晃子 |            |
| レジナルド・ジョンストン  | ピーター・オトゥール                           | 井上孝雄 |            |
| 甘粕正彦                  | 坂本龍一                                       | 坂本龍一 |            |
| 戦犯収容所所長            | 英若誠                                         | 小林昭二 |            |
| 陳宝琛（溥儀の教育係）    | ヴィクター・ウォン                             | 久米明 |            |
| 西太后                    | リサ・ルー                                     | 初井言榮 |            |
| 川島芳子                  | マギー・ハン                                   | 戸田恵子 |            |
| 戦犯収容所尋問官          | リック・ヤング                                 | 古川登志夫 |            |
| 大李（溥儀の召使）        | デニス・ダン                                   | 田中亮一 |            |
| 溥儀（3歳）               | リチャード・ヴゥ                               | 森川浩雅 |            |
| 溥儀（8歳）               | タイジャー・ツゥウ                             | 浪川大輔 |            |
| 溥儀（15歳）              | ウー・タオ                                     | 草尾毅 |            |
| 張謙和                    | ケイリー＝ヒロユキ・タガワ                     | 池田勝 |            |
| アーモ（溥儀の乳母）      | イェード・ゴー                                 | 小宮和枝 |            |
| 文繡（第二皇妃）          | ヴィヴィアン・ウー                             | 土井美加 |            |
| 吉岡安直                  | 池田史比古                                     | 池田史比古 |            |
| 溥傑                      | ファン・グァン                                 | 田中亮一 |            |
| 溥傑（老人）              | ファン・グァン                                 | 林一夫 |            |
| 溥傑（7歳）               | ヘンリー・キィ                                 | 合野琢真 |            |
| 瓜爾佳氏（溥儀の母）      | リャン・ドン                                   | 高島雅羅 |            |
| 隆裕太后 （光緒帝の皇后） | スーン・ファイケイ                             | 京田尚子 |            |
| 張景恵                    | チェン・シュ                                   | 田村錦人 |            |
| 文繡（13歳）              | ウー・ジュン                                   | 渕崎ゆり子 |            |
| 日本人医師                | 生田朗                                         | 大滝進矢 |            |
| 大足（宦官）              | チャン・リャンピン                             | |            |
| 猫背（宦官）              | フアン・ウェンジェ                             | |            |
| 菱刈隆                    | 高松英郎                                       | |            |
| 日本人通訳                | 立花ハジメ                                     | |            |
| 溥傑（14歳）              | アルヴィン・ライリーIII                        | |            |
| 醇親王（溥儀の父）        | バシル・パオ                                   | |            |
| 太妃                      | シャオ・ルーチェン リー・ユー リー・グアンリー | |            |
| 内務府大臣                | ジャン・シーレン                               | |            |
| 馮玉祥軍の将官            | スー・トンルイ                                 | |            |
| 満洲国経済部大臣          | リー・フーシェン                               | |            |
| 嵯峨浩                    | チェン・シューヤン                             | |            |
| 鄭孝胥                    | ユー・シホン                                   | |            |
| 袁世凱                    | ヤン・パオツォン                               | |            |
| 近衛兵隊長                | 陳凱歌（カメオ出演）                           | |            |
| 昭和天皇                  | チャン・リンムー                               | 公開時カット |            |
| ナレーション              | N/A                                            | 金内吉男 |            |
| 不明 その他               |                                                | 納谷六朗 大塚芳忠 秋元羊介 大宮悌二 塚田正昭 斎藤昌 羽村京子 荒川太郎 江原正士 村松康雄 寺島幹夫 小島敏彦 梶野博司 井上和彦 小森彰 有本欽隆 筈見純 北村弘一 星野充昭 鶴ひろみ 津田英三 立木文彦 石田彰 子安武人 菊池毅 岡のりこ |            |
|                           |                                                | |            |
| 演出                      | 演出                                           | 福永莞爾 |            |
| 翻訳                      | 翻訳                                           | 進藤光太 |            |
| 効果                      | 効果                                           | リレーション |            |
| 調整                      | 調整                                           | 小野敦志 |            |
| 制作                      | 制作                                           | 東北新社 |            |
| 解説                      | 解説                                           | 淀川長治 |            |
| 初回放送                  | 初回放送                                       | 1989年4月2日・3日・4日 『日曜洋画劇場』 |            |

※日本語吹替はオリジナル全長版を約1分のカットのみで放送。
- 「テレビ朝日 開局30周年特別企画」として3日間に分けて放映。オリジナル全長版がテレビ放送されるのは世界初のことであった。
- キングレコード発売の特別盤BDには、正味約140分程度の短縮版を収録。また、2023年2月以前のテレビ朝日版での放送においても短縮版を使用していた。

## スタッフ
- 監督・脚本：ベルナルド・ベルトルッチ
- 脚本：マーク・ペプロー
- プロデューサー：ジェレミー・トーマス
- 音楽：デヴィッド・バーン、坂本龍一、蘇聡
- 撮影：ヴィットリオ・ストラーロ
- 美術：フェルディナンド・スカルフィオッティ
- 衣装：ジェームズ・アチソン
- 制作協力：李文達（溥儀の自伝『わが半生』の共著者）、愛新覚羅溥傑、郭布羅潤麒（婉容の実弟）、愛新覚羅毓嶦
- 日本語字幕：進藤光太[24]

## 評価
1987年度のアカデミー賞では『恋の手ほどき』以来となる、ノミネートされた9部門（作品賞、監督賞、撮影賞、脚色賞、編集賞、録音賞、衣裳デザイン賞、美術賞、作曲賞）全てでの受賞を達成した。
特に日本においては、溥儀や満洲国という日本人にとって非常に近い題材を描いた内容であったことで幅広い年齢層を引きつけたことと、高松英郎や立花ハジメなどの日本人俳優が多く出演し、さらに甘粕正彦役兼音楽プロデューサーとして参加した坂本龍一が、日本人として初めてアカデミー賞作曲賞を受賞したことなど、様々な要因が大ヒットに繋がった。

## 事実との相違点
史実を元に製作されているが、演出のために脚色された部分が多く史実とは違う点が複数みられる。
- ソ連軍の捕虜となった溥儀が自殺未遂を起こした事実はない。
- 西太后が溥儀を召見したのは1908年10月20日で、崩御したのはそれから26日後の11月15日である（映画では召見中に崩御）。
- 西太后の崩御シーンはセットによる撮影で、実際に西太后が崩御したのは紫禁城ではなく、西苑（現在の中南海）に建てられた儀鸞殿（現・懐仁堂）内の福昌殿。龍が柱に巻き付いた内装なども美術チームの創作。
- 溥儀が紫禁城から城外へ出ようと屋根に上った際に頭を打ち、これをきっかけにメガネをかけるようになったのは史実ではない。
- 婉容が川島芳子と同性愛関係にあったように描かれているが、このような事実はない。
- ジョンストンが帰国する際、溥儀が自ら天津港まで見送った事実はない。史実では、ジョンストンが天津の溥儀寓居「静園」を訪れ暇乞いをした。なおその後も溥儀とジョンストンは再会している。
- 満洲国建国時、溥儀は執政に就任し、2年後に皇帝に即位したが、この史実は省略されている。
- 史実の嵯峨浩は溥儀の満洲国皇帝即位関連行事に参列していない。即位式は1934年に挙行され、溥傑と浩の結婚は1937年。
- 舞踏会シーンを撮影した満洲国皇宮の同徳殿は1938年竣工で、溥儀の即位当時には存在しない。
- 甘粕正彦は隻腕となっているが、実際は両腕ともあった。隻腕という設定は監督の発案によるもので、坂本は右腕を背中に縛り付けての撮影であった。
- 甘粕正彦が溥儀の監視役となっているが、実際この役目は吉岡安直が行っていた。
- 甘粕正彦が川島芳子と恋愛関係にあったように描かれているが、このような事実はない。
- 甘粕正彦は切腹して自決する筋書きになっていたが、これに強い違和感を持った坂本が監督を説得し、拳銃自殺に変更された。史実上の甘粕は服毒自殺した。
- 勅令に署名する際、溥儀は万年筆を使用しているが、史実では皇帝の署名は毛筆を使用していた。
- 鄭孝胥は息子が共産ゲリラに暗殺されたため国務総理大臣を辞任し、僧院に籠ったとの説明があるが、実際は日本(関東軍)を批判する発言を行ったため、解任に近い形で辞任に追い込まれ、死去まで自宅で軟禁に近い状態に置かれた。なお、鄭の長男である鄭垂は父の辞任より２年前に急死している。
- 張景恵は麻薬取引に暗躍した実績を買われて国務総理大臣になったという設定だが、このような事実はない。
- 婉容の出産した娘は誕生後すぐに注射器で毒殺されているが、史実では溥儀の命を受けた従者がボイラーに放り込んで殺害していた。
- 婉容が出産後、療養と称して帝宮から連れ出されるが、史実では満洲国崩壊まで帝宮で生活していた。
- 溥傑は溥儀の釈放の翌年に戦犯刑務所より出所し、自由に面会できたがこのことには触れられていない。
- 釈放後の1960年に溥儀が政協第4期文史研究委員会専門委員や中国人民政治協商会議全国委員（国会議員に相当）を務めたことには一切触れられず、北京植物園の庭師として死んだことになっている。

## エピソード
- 陳凱歌が紫禁城の近衛兵隊長役として、溥儀が収監されていた当時の戦犯収容所副所長（後に所長）だった金源が溥儀に特赦を知らせる共産党幹部役として、それぞれカメオ出演している。
- 溥儀の即位式では満洲語が用いられている。
- 甘粕正彦役兼音楽プロデューサーで坂本龍一[注 7]が参加。坂本がベルトルッチ監督から音楽についてのオファーを請けるのは、撮影が終了して半年も後のことだった。
- キャストとして昭和天皇が登場する想定で撮影が進められ[25]、来日した溥儀を東京駅ホームで出迎える大礼服姿や溥儀と対面する後ろ姿のシーンがスチール写真に残されているが、公開版、ディレクターズカット版とも登場シーンは全てカットされた。
- 日本での劇場公開に際しては、配給元の松竹富士が「溥儀が中華人民共和国の収容所で、『日本軍が行った生体実験』『日本軍が軍費にしたアヘン生産工場』『日本軍による南京大虐殺』[注 8]のニュースフィルムを見せられるシーン」を問題視し、ベルトルッチ監督に削除を依頼した。しかし、ベルトルッチが前者2場面しかカットしなかったため、日本側は「南京大虐殺のシーン」をベルトルッチ監督に無断でカットした。宣伝試写会を見た映画人がベルトルッチに連絡し、そのためベルトルッチ監督から激怒され、松竹富士はベルトルッチ監督の条件を呑んだ[26]。

## ロケ地・撮影スタジオ
- 綏芬河駅：溥儀の自殺未遂場面
- 故宮博物院：即位大典など紫禁城全般
- 頤和園：紫禁城内の庭園場面
- 北京電影制片廠：醇親王府、西太后寝所のセット
- 満洲国皇宮同徳殿・萊薰門：満洲国宮廷（舞踏会会場となる玄関大広間）
- 大連港第二埠頭船客待合所：天津港でのジョンストンとの離別場面
- 大連中山広場：天津の夜景（背景は旧横浜正金銀行大連支店）
- チネチッタ：撫順戦犯管理所、満洲国宮廷（御前会議室・皇帝執務室・大食堂）のセット
- パラッツォ・デイ・コングレッシ（イタリア語版）：天津のダンスパーティー会場
- 北海植物園：溥儀が勤務する植物園
- 東絨線胡同：自転車退勤場面、文革批判大会会場（※ロケ地点は国家大劇院建設地になり消失）

## 受賞
- 第60回アカデミー賞[14]：作品賞[13]、監督賞[13]、撮影賞、脚色賞、編集賞、録音賞、衣裳デザイン賞、美術賞、作曲賞[13]
- 第45回ゴールデン・グローブ賞[14]：ドラマ部門作品賞、監督賞、脚本賞、作曲賞

## テーマパーク
- 栃木県のテーマパーク「東武ワールドスクウェア」では、1/25サイズで作られた故宮で映画の撮影風景を再現している[27]。

## 関連書籍
- 写真集『ラストエンペラー』 坂本龍一編 本本堂、1988年4月[28]